# Banastre Tarleton
Banastre Tarleton, né le 21 août 1754 à Liverpool (Angleterre), mort le 16 janvier 1833 dans la même ville, 1er baronnet, est un militaire et un homme politique britannique. 

## Biographie
Il combat pendant la guerre d'indépendance des États-Unis. Après la bataille de Waxhaws, il est surnommé le « boucher » par les Patriots.
Son raid du 7 juin 1781 sur Charlottesville, en Virginie, pour capturer son gouverneur Thomas Jefferson, est partiellement déjoué par Jack Jouett, qui fait 65 km en pleine nuit pour avertir le gouverneur de son approche.
Lors du siège de Yorktown par les Français et les Insurgents américains, les Britanniques sont enfermés dans la ville, sans échappatoire depuis la victoire navale française de la baie de Chesapeake, contre les britanniques. Le général Cornwallis envoie Tarleton chercher une voie de retraite qui leur permettrait de fuir la ville et l’encerclement. Il arrive à la ferme d’Elizabeth Seawell Whiting et lui demande si elle sait où sont les hussards français du duc de Lauzun car "il n’avait pas du tout envie de serrer la main du duc". Il repart peu après. Quelques heures plus tard, les hussards français arrivent à cette même ferme puis retrouvent Tarleton et ses dragons à Gloucester Point. Les hussards ne font pas de quartier et les dragons de Tarleton sont écrasés. Ils perdent 50 hommes pour seulement 4 à 5 français. Les exactions dont s’était rendu coupable Tarleton puis cette défaite face au duc de Lauzun ternirent pour longtemps sa réputation. 
Il est ensuite député et général mais n'exerce plus de commandement effectif.

## Filmographie
Le personnage du colonel William Tavington, interprété par Jason Isaacs, dans le film Le Patriote (2000) de Roland Emmerich, s'inspire de Banastre Tarleton.